# Sergio Fusetti
Sergio Fusetti (Galatina, 1º gennaio 1952) è un restauratore italiano, capo restauratore della Basilica di San Francesco in Assisi.

## Biografia
Sergio Fusetti è diplomato all'Istituto d'arte, completa sua formazione all'Istituto centrale per il restauro. inizia la sua carriera come garzone, portando acqua al cantiere dei restauratori della Basilica di Santa Caterina d'Alessandria, guidati da Carlo Giantomassi. Sarà Carlo Colaiacovo di Colacem, che lui stesso definisce suo maestro, a portarlo prima a Roma, poi ad Assisi dove per cinquant'anni svolgerà la sua attività. Inizia Nel 1974 è chiamato dalla sovrintendenza a restaurare gli affreschi della basilica e da allora non ha mai lasciato la città di Assisi.
Ha lavorato sulle opere di diversi maestri quali Giotto, Cimabue, Simone Martini e Pietro Lorenzetti ad Assisi, ma è intervenuto anche su opere di Pietro Cavallini, Filippo Lippi, Pinturicchio, su alcune scene di Giotto alla Cappella degli Scrovegni a Padova, su Piero della Francesca, sul Perugino, su Gentile da Fabriano, sul Beato Angelico arrivando fino ad opere del 900 di Giulio Turcato, Alberto Burri ed altri.
Ha lavorato per diversi enti ecclesiastici e istituzioni culturali, specializzandosi nel restauro di affreschi e opere murali di grande valore storico e artistico, tra i quali i lavori di restauro della basilica di San Salvatore a Spoleto.
Oggi è capo restauratore della Basilica di San Francesco e del Sacro Convento

## Il terremoto del 1997

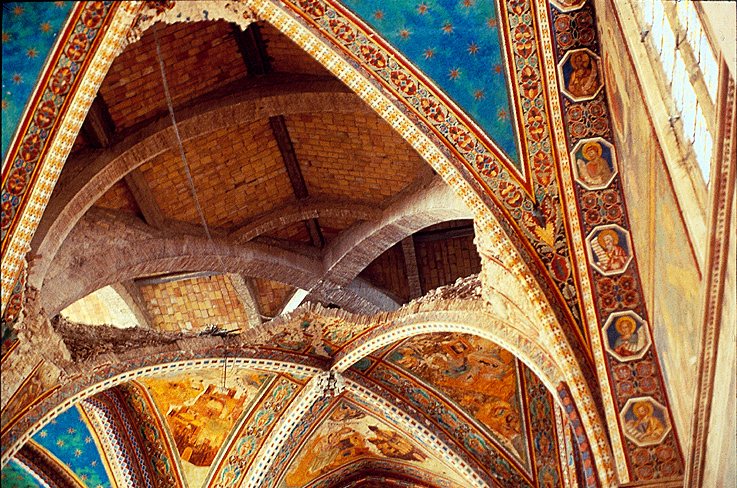
La Volta del Cimabue dopo il crollo.

Il 26 settembre del 1997, alle 11.42, una forte scossa di terremoto colpì l'Umbria e le Marche, causando, anche il crollo di parte degli affreschi e delle volte della Basilica superiore di San Francesco in Assisi. Il crollo provocò quattro vittime, due tecnici della Soprintendenza e due frati e causò inoltre il crollo di parte degli affreschi sulla volta della prima campata: il San Girolamo (attribuito da alcuni a Giotto giovane), dove erano raffigurati i Quattro dottori della Chiesa; la figura di San Matteo, sulla volta raffigurante i Quattro Evangelisti di Cimabue; inoltre, la volta stellata, ridipinta nell'Ottocento. Sull'arco di controfacciata e sul costolone, anch'essi crollati, sono rovinate a terra otto figure di santi e altre decorazioni. Sopravvive al crollo, lo stesso Fusetti.

## Il restauro della Basilica di San Francesco

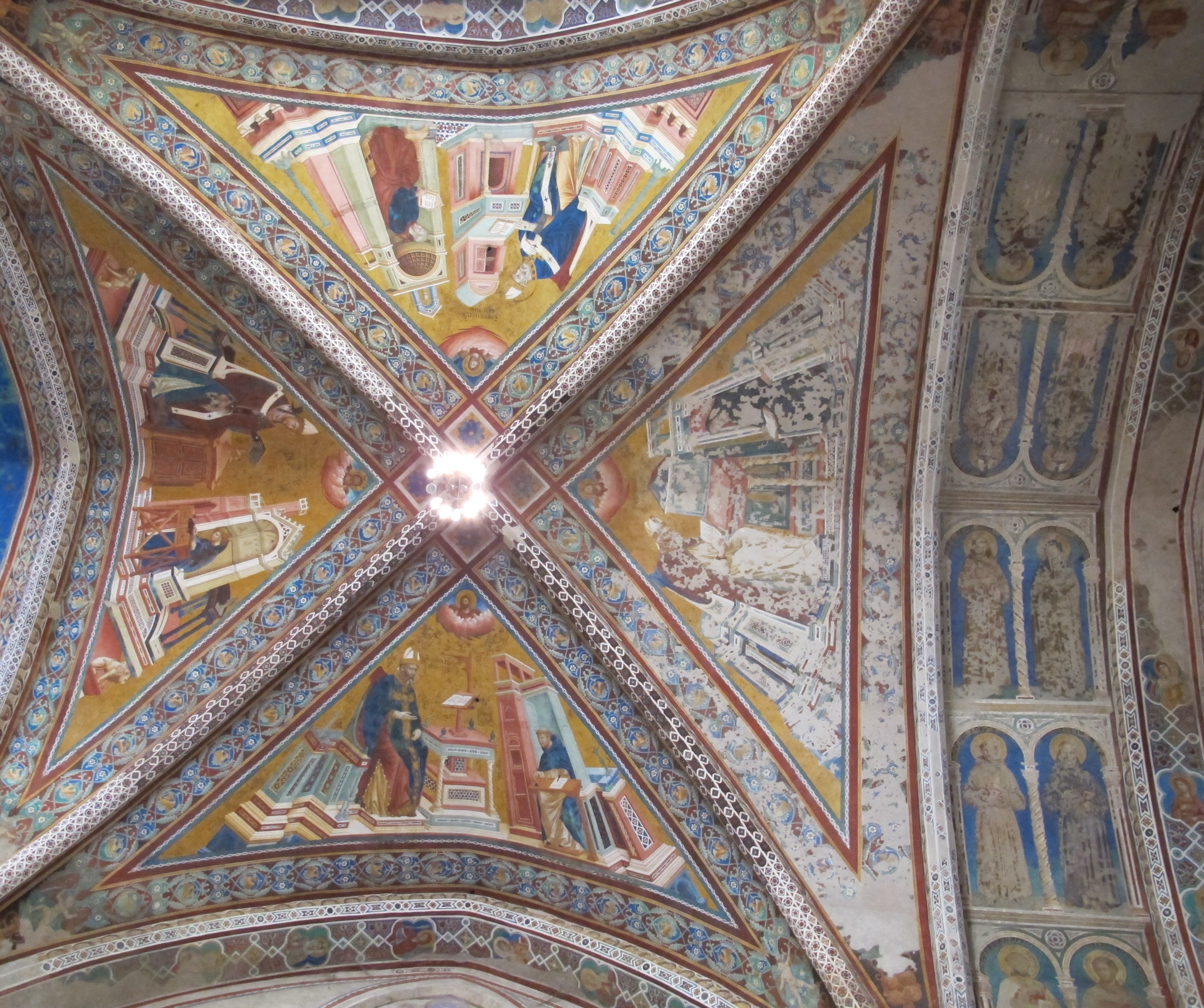
Arcone di ingresso della basilica e vela con il San Girolamo in cattedra dopo i restauri

Fusetti ha guidato il team di restauratori impegnato nei lavori di recupero e restauro. Il progetto di restauro ha richiesto un approccio innovativo e multidisciplinare per affrontare le sfide derivanti dai danni agli affreschi e dalle esigenze di stabilizzazione della struttura architettonica della basilica. Grazie al lavoro del team sotto la guida di Fusetti, molti degli affreschi sono stati salvati e restaurati, riportando alla luce la loro bellezza e preservando un patrimonio culturale di inestimabile valore. Il cantiere è stato denominato "Il cantiere dell'utopia". In soli due anni il restauro è stato completato recuperando oltre 300.000 frammenti di affresco dei quali 220.000 sono stati riposizionati e 80.000, di dimensioni minime, sono conservati in luogo sicuro in attesa che nuove tecnologie ne permettano il riposizionamento.
Il primo affresco recuperato, raffigura San Rufino Patrono di Assisi.
Il restauro è stato reso possibile dal fatto che la sera prima del terremoto, Franco Cosimo Panini Editore aveva terminato la mappatura fotografica in alta definizione di tutti gli affreschi della Basilica.

## Riconoscimenti
Il lavoro di Sergio Fusetti è stato ampiamente riconosciuto a livello internazionale. La sua competenza nel campo della conservazione e del restauro degli affreschi medievali lo ha reso una figura rispettata sia in Italia che all'estero. La sua leadership nel progetto di restauro della Basilica di San Francesco è considerata un esempio di eccellenza nel campo della conservazione del patrimonio culturale.
il 13 ottobre 2023, in occasione della firma del "patto di amicizia" tra Assisi e Galatina, presenti i sindaci Fabio Vergine e Stefania Proietti, è stato definito "l'amico comune" tra le due città e gli è stato conferito il "Premio Beniamino De Maria".
Nel giugno 2024, in occasione del suo cinquantesimo anniversario di attività ad Assisi, il Sacro Convento e l'intera città gli hanno reso omaggio in un momento che ha coinvolto, oltre al Padre Custode, Fra' Marco Moroni, il Vescovo della Diocesi di Assisi-Nocera Umbra-Gualdo Tadino, Domenico Sorrentino, e la sindaca Stefania Proietti. Per l'occasione, era presente anche il cardinal Mauro Gambetti, già Custode del Sacro Convento ed ora Vicario generale per la Città del Vaticano e presidente della Fabbrica di San Pietro.

## Opere
- Felice Autieri, Elena Bolognesi, Sergio Fusetti e Riccardo Spinelli, Ornella Viano, Maria Cristina Zaninetta, San Francesco con angeli riceve le Stimmate. Un restauro per il Sacro Convento di Assisi, collana Quaderni d'arte, Genova, Sagep, 20 giugno 2019, ISBN 9-788-86373635-9. URL consultato il 28 agosto 2024.
- Lilia Sebastiani, Elvio Lunghi e Sergio Fusetti, Sara Panzino, La Donna nuova. Il restauro della cappella della Maddalena nella Basilica di San Francesco in Assisi, Introduzione Domenico Paoletti, Assisi, CEFA - Casa Editrice Francescana Assisi, 2023. URL consultato il 28 agosto 2024.